# 블러디메어
블러디메어: 레퀴엠 리턴즈는 위버인터랙티브에서 제작하고 The5 Interective의 Webgamech에서 서비스하고 있는 웹 게임이다. 원작은 그라비티에서 만든 MMORPG인 레퀴엠이며 이를 웹게임 버전으로 새롭게 제작하였다.

## 개요
블러디메어의 배경은 에테기아 대륙에 인간이 나타나 문명을 이루고 서로 다른 종족들의 이견으로 인한 전쟁 발발 그리고 그로 인해 파괴된 세상을 재건해 나가는 과정에서 세상을 멸망 시키려는 악의세력에 대항하는 나약한 인간의 모습을 그리고 있다.
톡특한 세계관과 짜임새 있는 구성을 기반으로 한 시나리오를 바탕으로 제작 된 퀘스트를 이용해 캐릭터가 성장하며, 광대한 대륙을 정화해 나가면서 만나는 모험과 그 속에서 찾게 되는 인간의 본질에 대한 생각을 하게 만든다.
악의 세력은 지하세계의 마물과 진화한 변이체, 그리고 탐욕에 가득한 인간, 집단 세력의 변질 등 다양한 형태로 나타나며, 플레이어는 이 과정에서 영웅이나 현자 혹은 야인이  될 수도 있고, 스스로의 성향에 맞게 캐릭터를 육성하여 결국 자신을 되 돌아 보게 만드는 2D 횡스크롤 Web MMORPG이다.

## 등장인물
- 워리어(Warrior) : 트란 종족의 캐릭터가 부여 받는 직업으로 기본적으로 체력과 방어력이 높은 직업이다. 전방에서 적들의 강한 공격을 받아내어 아군의 피해를 감소시킨다.

- 헌터(Hunter) : 크루제나 종족의 캐릭터가 부여 받는 직업으로 기본적으로 물리공격력과 민첩이 높은 직업이다. 헌터는 워리어에 비해 상대적으로 체력과 방어력이 낮으나 강한 물리공격력과 높은 치명타률을 보유하고 있어 공격면에서는 우수하지만 방어면에서는 다소 떨어지는 성향을 가진다.

- 매지션(Magician) : 제노아 종족의 캐릭터가 부여 받는 직업으로 기본적으로 지능이 매우 높은 직업이다. 매지션은 주로 후방에서 적들에게 전체 마법 피해를 입히거나, 상태 이상 마법 등을 사용하여 아군의 전투를 보다 유리하게 이끌어준다.

## 용병 시스템
- 유저는 자신의 캐릭터 이외에 전투에 함께 참가할 용병을 상점에서 구입할 수 있으며, 다양한 방법으로 용병을 육성시킬 수 있다. 용병은 캐릭터와 마찬가지로 종족과 직업, 성별 구분이 있으며, 각 용병마다 등급과 스킬을 보유하게 된다. 유저는 최초 전투에 용병 1명을 참가시킬 수 있으며, 계급이 상승함에 따라 출전 용병수가 최대 4명까지 증가하게 된다.

## 장비 시스템
- 클래스별로 사용할 수 있는 무기가 정해져 있으며, 한 개 클래스는 주무기와 보조무기 2 가지를 장착 할 수 있다.
- 무기는 클래스별로 착용을 제한하며, 액세서리(ex:목걸이, 반지)를 제외한 모든 방어구(ex:투구, 상의, 하의, 허리대, 장갑, 신발)는 클래스별로 착용제한이 걸린다. 액세서리는 세력에 관계없이 공통으로 착용할 수 있다.

## 주요 시스템
- 다양한 경쟁 구도 - 랭킹시스템, PVP, 점령전 등
- 전투 승패 요소 - 능력치, 아이템, DNA 연구, 전투진형 등
- 다양한 퀘스트 - 메인퀘스트, 지역 퀘스트, 일일 미션 등